# The Menu
The Menu è un film del 2022 diretto da Mark Mylod.

## Trama
Al fine di renderli partecipi di un’esperienza culinaria senza precedenti, il famoso chef Julian Slowik, specializzato in gastronomia molecolare, invita nel suo esclusivo ristorante sull’isola di Hawthorn poche persone ben selezionate: l’appassionato di cucina Tyler Ledford e la sua accompagnatrice Margot Mills, la critica gastronomica Lillian Bloom e il suo editore Ted, Richard ed Anne Leibrandt, un'abbiente coppia di clienti abituali, l’attore George Diaz e la sua assistente personale Felicity Lynn e, infine, i partner in affari di Doug Verrick, il finanziatore del ristorante, Soren, Dave e Bryce. Inoltre, in un angolo è seduta Linda, la madre alcolizzata di Slowik.
Ben presto Margot manifesta disagio nei confronti del cibo servito che non riesce ad apprezzare e così Julian, informato dalla fida assistente Elsa che la sua presenza non era prevista (l’accompagnatrice di Tyler doveva essere la sua fidanzata che, però, l’ha lasciato prima della cena così lui, pur di non rinunciare all'invito, ha ripiegato su Margot), chiede alla ragazza di scegliere se vuole stare con coloro che "tolgono" (cioè che si approfittano degli altri) o con coloro che "danno" (cioè che offrono sé stessi per gli altri), rivelandole che, a prescindere dalla decisione, saranno tutti morti entro la serata. L’uomo infatti ritiene le persone in quella sala la feccia della società borghese che spazia da attori in declino (Diaz), truffatori informatici (Soren, Dave e Bryce), mariti infedeli (Richard), critici culinari che masticano paroloni senza senso (Lillian e Ted), un arrogante pieno di sé disposto a far morire una sconosciuta pur di avere ciò che vuole (Tyler) e donne deboli (Anne, Felicity e sua madre).
Inizia così un gioco al massacro: Julian induce al suicidio Jeremy, uno dei suoi assistenti, fa mozzare un dito a Richard Leibrandt quando questi cerca di andarsene; fa annegare Verrick e spinge Tyler a impiccarsi dopo averlo umiliato pubblicamente, facendogli creare e preparare una fallimentare e improbabile ricetta davanti a staff e commensali. Inoltre, dato che Margot, il cui vero nome è Erin, non vuole scegliere da che parte stare, è Julian a decidere per lei e la manda a prendere un bidone necessario per la preparazione del dessert. È così che Margot, alla ricerca di un modo per chiedere aiuto, entra nel cottage dello chef e scopre che Julian, inizialmente, amava cucinare cose più semplici come gli hamburger, ricevendo altresì diversi riconoscimenti per la sua bravura. Dopo aver dovuto uccidere Elsa che, per paura di venir rimpiazzata, l'aveva aggredita con un coltello, trova una radio; purtroppo, l’ufficiale della guardia costiera che arriva in soccorso è in realtà in combutta con lo chef e il ristorante.
Ricordandosi di ciò che ha visto nel cottage, Margot richiama l'attenzione di Julian, provocandolo sulla bassa qualità del cibo preparato senza amore e in modo ossessivo, e lo sfida a cucinarle un cheeseburger. Questi esegue, provando visibilmente gioia nel preparare nuovamente ciò che ama e Margot, dopo appena due bocconi, gli chiede se, visto che non ha più fame, può portarlo via con sé; Julian, dopo aver compreso che Margot non rispecchia l'ipocrisia e la decadenza di quella società che tanto detesta e che intendeva punire in maniera esemplare, la lascia andare.
Mentre Margot se ne va dall’isola col motoscafo della guardia costiera, Julian, come ultima portata usa lo staff e i commensali come condimento di un gigantesco dolce (lo s'more) e dà fuoco al ristorante.

## Produzione

### Sviluppo
Il 9 aprile 2019 è stato annunciato che Emma Stone e Ralph Fiennes avrebbero recitato in "The Menu", con Alexander Payne alla regia. A maggio 2020 la Searchlight Pictures ha acquisito i diritti di distribuzione della pellicola, dopo che Payne e Stone avevano lasciato il progetto perché impegnati con altri film. Nello stesso mese Mark Mylod ha preso il posto di Payne come regista.

### Cast
Nel giugno 2021 Fiennes si è unito al cast, così come Anya Taylor-Joy il mese successivo, oltre a Hong Chau e Nicholas Hoult. A settembre John Leguizamo, Janet McTeer, Judith Light, Reed Birney, Rob Yang, e Aimee Carrero sono entrati a far parte del cast. A ottobre, Paul Adelstein, Arturo Castro, Mark St. Cyr, Rebecca Koon e Peter Grosz sono stati confermati come parte del cast.

### Riprese
Le riprese sono iniziate il 3 settembre 2021 a Savannah, in Georgia.

## Promozione
Il primo trailer è stato distribuito il 1º giugno 2022, mentre il secondo il 10 agosto successivo.

## Distribuzione
Il film è stato distribuito nelle sale cinematografiche italiane dal 17 novembre 2022, mentre in quelle statunitensi il giorno successivo.

## Accoglienza

### Incassi
Al 26 marzo 2023 la pellicola ha incassato 38501125 $ negli Stati Uniti e 41127075 $ nel resto del mondo, di cui 2202864 $ in Italia, per un totale di 79628200 $.

### Critica
Il film è stato accolto positivamente dalla critica specializzata. Secondo l'aggregatore di recensioni Rotten Tomatoes, ha ottenuto un indice di apprezzamento dell'88% e un voto di 7,50 su 10 sulla base di 327 recensioni. Il consenso critico del sito recita: «Mentre la sua critica sociale si basa su ingredienti basilari, The Menu propone una comicità nera molto saporita». Su Metacritic, il film ha ottenuto un voto di 71 su 100 sulla base di 45 recensioni, indicando valutazioni «generalmente favorevoli».
Scrivendo per The Guardian, Benjamin Lee assegna al film tre stelle su cinque, aggiungendo che la «strategia di sopravvivenza del personaggio principale non ha mai senso» e che «The Menu potrebbe non fare un ottimo lavoro con le portate più sostanziose, ma funziona come uno spuntino leggero». Christy Lemire gli assegna tre stelle su quattro, ritenendo debole la critica sociale, asserendo che «come negli altri film recenti che accusano gli ultra-ricchi, The Menu alla fine non ci dice nulla che non sappiamo già»; ne elogia però la fotografia «da sogno», la scenografia e la colonna sonora.

## Riconoscimenti
- 2023 – Golden Globe[23][24]
  - Candidatura al miglior attore in un film commedia o musicale a Ralph Fiennes
  - Candidatura alla miglior attrice in un film commedia o musicale a Anya Taylor-Joy
- 2024 - Saturn Awards[25]
  - Candidatura per il miglior film thriller
  - Candidatura al miglior regista a Mark Mylod
  - Candidatura per la migliore sceneggiatura a Seth Reiss e Will Tracy
  - Candidatura al miglior attore a Ralph Fiennes
  - Candidatura alla miglior attrice ad Anya Taylor-Joy